# Abdul-Fatah Nasif
Abdul-Fatah Nasif Jassim, altresì noto come Insayaf Abdulfattah (2 febbraio 1951), è un ex calciatore iracheno, di ruolo portiere.

## Carriera
Con la Nazionale irachena ha partecipato ai Mondiali 1986 disputando una partita.